# Münchener Freiheit (Fernsehserie)
Münchener Freiheit lautet der Titel einer siebenteiligen deutschen Fernsehserie. Regie zur Serie führte Jörg Grünler.

## Inhalt
Ludwig Appler, Übersiedler aus der DDR, arbeitet als Bauleiter auf verschiedenen Baustellen. Da er ständig unterwegs ist, beschränkt er sich auf ein Leben am Arbeitsplatz. Er besitzt keine eigene Familie, hat keinen festen Wohnsitz, da er im Bauwagen wohnt. Eines Tages jedoch ändert sich sein Leben dramatisch. Seine Firma macht pleite, er verliert seine Stelle und seinen Halt. Zudem plagen ihn finanzielle Schwierigkeiten. Auch Appler selbst ist bankrott und auf einmal obdachlos. Verzweifelt schlendert er durch den Alltag, auf der Suche nach einem Ausweg. Schließlich lernt er die Penner an der Münchner Freiheit kennen. Plötzlich fühlt er eine Verbindung zu ihnen, die ebenfalls durch das Schicksal auf der Straße gelandet sind. Er schließt sich ihnen an, lernt wie man  Platte macht und den Widrigkeiten des harten Lebens am Rande der Gesellschaft trotzt.

## Episoden
1. Aus heiterem Himmel
2. Heimwärts
3. Abgesoffen
4. Bombenstimmung
5. Plattenwechsel
6. Hürdenlauf
7. Zur Feier des Tages